# Tung Chee-hwa
Dans ce nom, le nom de famille, Tung, précède le nom personnel.
Tung Chee-hwa (chinois : 董建華 ; pinyin : Dǒng Jiànhuá ; cantonais Jyutping : Dung² Gin³waa⁴ ; la prononciation en Shanghaïen /tʊŋ tʃi ɦwa/), né le 29 mai 1937 à Shanghai (Chine), est le premier chef exécutif de la région administrative spéciale de Hong Kong en république populaire de Chine.
Ancien homme d'affaires, Tung exerce les fonctions de chef exécutif depuis le 1er juillet 1997, quand Hong Kong fut rendu par le Royaume-Uni à la Chine.
Le 10 mars 2005, Tung démissionne en prétextant des problèmes de santé ; plusieurs commentateurs ont évoqué plutôt son incompétence pendant la crise économique de 1997-1998 et l'épidémie de syndrome respiratoire aigu sévère (SRAS) en 2003. Les Hong-Kongais lui ont reproché sa loyauté au gouvernement de Pékin et son manque de charisme, et lui ont accordé le surnom le « vieux gâteux Tung » (sinogramme : 老懵董), un jeu de mots cantonais sur son nom de famille.
En octobre 2021, son nom est cité dans les Pandora Papers.

## Biographie
Né à Shanghaï (ou Zhoushan), la famille Tung déménage à Hong Kong quand il avait 10 ans. Son père, Tung Chao Yung (en), un entrepreneur, y a réussi dans le secteur des transports maritimes.
Chee-hwa, fils aîné, assure la succession après la mort de son père. Cependant, les affaires sont mauvaises et cela nécessite un large prêt de la HSBC. Selon des comptes, le gouvernement de la Chine à l'époque, à travers son ami Henry Fok (en), lui aurait accordé des contrats pour le transport des armes. Cela pourrait expliquer la préférence forte manifestée par la Chine pour que Tung soit nommé Chef de l'exécutif malgré son manque d'expérience politique.

### Élection du premier Chef de l'exécutif
Au début de 1997, Tung remporte l'élection facilement face à quatre autres candidats. Il est élu le premier Chef de l'exécutif par le collège électoral de 400 électeurs de Hong Kong. Le chef de l'exécutif de Hong Kong n'a jamais été élu au suffrage universel — les précédents gouverneurs de Hong Kong, ayant tous été des Britanniques, nommés par la couronne britannique.
Avant la rétrocession, Tung occupe le poste Chef de l'exécutif désigné, avec l'aide d'un cabinet nouvellement constitué (Conseil exécutif de Hong Kong) et quelques hauts fonctionnaires secondés du gouvernement de Hong Kong pour aider la transition vers la souveraineté chinoise.
Le gouvernement désigné s'est mis au travail sur trois chantiers politiques : le logement, les personnes âgées et l'éducation. La construction de 85 000 appartements neufs tous les ans est prévue afin de réduire le prix des logements. La crise économique asiatique qui a bouleversé Hong Kong dans les mois suivant l'élection rend cet objectif immédiatement obsolète. En effet, l'effondrement des prix de l'immobilier est devenu un problème bien plus urgent entre 1998 et 2002.

### Premier mandat
Tung prend le pouvoir formellement le 1er juillet 1997, avec une opinion publique favorable. Néanmoins, quelques mois plus tard, la conjoncture économique provoquée par la crise asiatique voit monter le taux de chômage et s'effondrer les valeurs boursières et immobilières, et provoque ainsi la perte de confiance en Tung et son gouvernement. Le marché d'immobilier n'était pas aidé par son grand projet de construction des logements.
Pendant le premier mandat de Tung, un certain nombre de propositions de réformes, et une abondance des grands projets d'infrastructure ont été avancés, notamment le Cyberport (un parc technologique), un centre de médecine chinoise et le parc Disneyland de Hong Kong. Le Président Jiang Zemin lui reproche certaines décisions prises sans consultations suffisantes préalables, notamment le manque de transparence du projet Cyberport, mis directement dans la main de Richard Li, fils du milliardaire Li Ka-shing, sans aucune consultation ni mise en concurrence, et l'interférence avec le marché signalé par le financement public d'une grande partie du projet du parc Disneyland. Trop souvent son administration a été perçue comme incompétente.
Le public le culpabilise, entre autres, pour la confusion qui accompagna l'ouverture du nouvel aéroport, la mauvaise gestion de l'épidémie de grippe aviaire, les réformes d'éducation gâchées, la débâcle sur le droit de résidence pour les enfants issus des Hongkongais, et les désaccords de ses vues politiques avec le secrétaire en chef, Anson Chan.

### Deuxième mandat
Selon les textes, un candidat doit accumuler un minimum de 100 nominations avant de pouvoir contester l'élection du Chef de l'exécutif. En obtenant 714 voix parmi les 800 voix disponibles au collège électoral, Tung Chee-Hwa assure sa victoire sans devoir contester une élection.
La popularité de Tung, en chute libre, atteint 47 % en fin août 2002.

#### Gouvernance
Le nouveau système de gouvernance instauré par Tung au début de son deuxième mandat en 2002 transforme la responsabilité du Chef de l'exécutif, du ministre des Finances, du ministre de la Justice et de tous les autres responsables ministériels : afin d'avoir une meilleure cohérence politique, ils ne sont plus des fonctionnaires politiquement neutres, mais ont désormais des affiliations politiques et sont directement nommés par le Chef de l'exécutif. Ils font aussi automatiquement partie du « cabinet » (le Conseil exécutif de Hong Kong).
Les chefs du parti libéral et DAB ont été invités à participer au Conseil exécutif et à la coalition gouvernante, mais il n'y avait aucune représentation des démocrates.

#### Crises de gouvernance
En septembre 2002, la première proposition de loi majeure de la 2e administration Tung est de mettre en application l'article 23 de la loi fondamentale de Hong Kong. L'initiative a entraîné une réponse hostile des avocats, journalistes et de certaines personnalités politiques. Le gouvernement n'arrive pas à rassurer le public, qui craint l'érosion systématique des libertés dont il jouissait auparavant.
En même temps, les mesures prise suite de l'éclatement de l'épidémie de SRAS au début de 2003, ont été critiquées pour leur lenteur. L'insuffisance des services de santé face à l’épidémie et le nombre inattendu de morts qui en résulta sont jugés inadmissibles. Ces deux débâcles ont entraîné la plus grosse manifestation jamais connue sur le territoire : environ 500 000 personnes (sur une population de 6 800 000) ont défilé le 1er juillet 2003, réclamant la démission de Tung.
En réaction à ces protestations, les démissions se succèdent. D'abord, le chef du parti libéral, James Tien (en), démissionne du Conseil exécutif le 6 juillet, signifiant le retrait du soutien de la proposition mettant en application l'article 23. En conséquence, le gouvernement doit la retirer de l'ordre du jour législatif. Le 16 juillet, deux membres de son cabinet annoncent leurs départs le même jour : Regina Ip, la secrétaire pour la sécurité, chargée de l'application de la proposition, quitte son poste pour « des raisons personnelles » ; le secrétaire des Finances Antony Leung (en) démissionne. Leung avait précédemment survécu à un scandale, surnommé « Lexusgate », concernant l'achat d’une voiture de luxe quelques semaines avant qu'il n'impose une taxe d’immatriculation véhiculaire.
À la suite de la pire crise politique jamais connue par l'administration, et secoué également par la conscience civile accrue du public et la popularité du camp pro-démocratie, le gouvernement devint paralysé, la mise en application de plusieurs de ses politiques rencontrant des difficultés face à l'opposition du camp pro-démocratie. La population, qui avait une grande méfiance de la RPC, réclamait davantage de démocratie, et reprochait à Tung de ne pas l'avoir mis à l'ordre du jour avec le gouvernement central.
Fin octobre 2003, l'administration autorise la Harbour Fest (en) afin de marquer la fin du chapitre du SRAS. Cet évènement, qui doit aider la revitalisation de l'économie, est paradoxalement un échec monumental, avec une perte de 100 M HK$ (10 M €) financée par le contribuable.
L'administration est de nouveau ébranlée par une démission le 7 juillet 2004. Yeoh Eng-kiong (en), secrétaire pour la santé, assume ses responsabilités pour les insuffisances des services de santé pendant la crise du SRAS révélées dans un rapport d'investigation de l'assemblée législative..
L'introduction en bourse du Link REIT (fond investissement immobilier) dont les actifs sous-jacents sont les bâtiments des HLM, est retirée au dernier moment à cause d’un procès. Des résidents des HLM touchés contestent la vente des biens sociaux par crainte de l’augmentation de coût de la vie au sein du quartier. Le lancement de ce qui aurait été le plus grand fonds d'investissement immobilier au monde est un échec, avec une visibilité internationale. Le gouvernement est critiqué pour son manque de prévoyance des risques légaux, et cela confirme pour la population l'incompétence de l'administration.
Malgré l'amélioration de la situation économique en 2004, avec une baisse du taux de chômage et une désinflation, la diminution des nombres de participants aux manifestations en 2005 et l'approbation plus favorable du gouvernement, la popularité de Tung reste toujours très basse, comparée à Donald Tsang et Henry Tang, qui remontent dans les sondages.

### Démission
La réputation de Tung est encore ternie quand Hu Jintao, en décembre 2004, lui adresse publiquement des reproches. Malgré cela, Tung insiste sur le fait qu'on lui a simplement demandé de réfléchir aux erreurs commises et qu'il avait toujours le soutien du Président. Lors de son discours sur ses politiques en janvier 2005, il a néanmoins auto-critiqué sa propre performance.
Le fait que Tung n'a pas su gérer la spéculation depuis le début de l'année jusqu'à son départ réel a confirmé sa faiblesse et confusion. Mi-février, l'homme d'affaires Stanley Ho déclare son soutien à Donald Tsang aux prochaines élections du chef de l'exécutif, et lance une rumeur selon laquelle Tung pourrait céder son poste en échange d'un poste de vice-président de la Conférence consultative politique du peuple chinois (CCPPC). Neuf nouveaux candidats de la CCPPC, y compris Tung, sont nommés le 27 février.
Quelques jours plus tard, le Financial Times rapporte des rumeurs sur sa démission imminente, et le bulletin des infos sur la chaîne CableTV le soir cite « une source fiable » qui confirmerait officieusement son départ. Le bureau de Tung gardait le silence sur cette « rumeur ».
Le lendemain matin, le 2 mars, tous les journaux locaux, sauf ceux contrôlés par ou fidèles au gouvernement chinois, annoncent la démission attendue en première page. Tung restait silencieux.
Le 10 mars 2005, une conférence de presse est tenue pour mettre fin aux rumeurs. La démission de Tung « pour raisons de santé » est annoncée. Convoqué pour la conférence (CCPPC) à Pékin le 11 mars, il y est élu vice-président. Sa démission a été acceptée et ratifiée lors de la conférence. Comme le poste de vice-président est symbolique et sans pouvoir réel, la presse locale a commenté que ce poste lui aurait été confié pour qu'il ne perde pas la face.